# Vester Hjermitslev Sogn
Vester Hjermitslev Sogn er et sogn i Jammerbugt Provsti (Aalborg Stift).
I 1800-tallet var Vester Hjermitslev Sogn og Alstrup Sogn annekser til Ingstrup Sogn. Alle 3 sogne hørte til Hvetbo Herred i Hjørring Amt. Ingstrup-Vester Hjermitslev-Alstrup sognekommune blev ved kommunalreformen i 1970 indlemmet i Pandrup Kommune, som ved strukturreformen i 2007 indgik i Jammerbugt Kommune. 
I Vester Hjermitslev Sogn ligger Vester Hjermitslev Kirke.
I sognet findes følgende autoriserede stednavne:
- Skovbogårde (bebyggelse)
- Stride (bebyggelse)
- Vester Hjermitslev (bebyggelse, ejerlav)
- Vester Hjermitslev Kær (bebyggelse)